# Премія «Оскар» за найкращу жіночу роль другого плану
Премія «Оскар» за найкращу жіночу роль — престижна нагорода Американської академії кіномистецтва, яку присуджують щорічно, починаючи з 1937 року.

## Історія
Протягом останніх 82 років Американської академії кіномистецтва представила загалом 83 нагороди «Найкраща акторка» для 69 різних актрис. Переможниці цієї премії Американської кіноакадемії за заслуги отримують статуетки Оскара, що зображують позолоченого лицаря з мечем, що стоїть на котушці плівки. Першою переможницею була Гейл Сондергаард, яка була нагороджена на 9-ій Церемонії (1937) за її роль у «Ентоні Едверс».
У перші три роки існування премії, якщо актори та режисери були номіновані як найкращі у своїх категоріях, тоді всі їх роботи протягом кваліфікаційного періоду (наприклад три фільми в деяких випадках) розглядалися для нагороди. Однак, під час третьої Церемонії нагородження (1930), лише один із цих фільмів був приведений в остаточному рішенні кожного переможця, хоча для кожного з чинних переможців було два фільми після їх імен у виборчих бюлетенях. Для 4-й церемонії нагородження Академії (1931) ця громіздка і заплутана система була замінена нинішньою системою, в якій акторка номінована за конкретне виконання в одному фільмі. Таких пропозицій не повинно бути більше ніж п'ять щорічно. До 8-ї церемонії нагородження Академії (1936), номінації за найкращу жіночу роль нагороду мали охоплювати всіх актрис, будь то роль першого чи другого плану. На 9-ій церемонії нагородження Академії (1937), проте, було введено спеціально категорію «Найкраща акторка другого плану» після скарг, що одна категорія «Найкраща акторка» існує для привілейованих провідних виконавиць, які мають більше екранного часу. Тепер виконання актором головної ролі, акторка у головній ролі, виконання актором допоміжної ролі, і виконання жіночої ролі другого плану складають чотири щорічних нагороди Академії.

## Статистика
- Найбільша кількість нагород: 2 — Шеллі Вінтерс, Дайан Віст
- Найбільша кількість номінацій: 4 — Телма Ріттер
- Найстарша переможниця: Пеггі Ашкрофт
- Найстарша номінантка: Глорія Стюарт
- Наймолодша переможниця: Татум О'Ніл
- Наймолодша номінантка: Татум О'Ніл

## Переможці та номінанти

### 1930-ті
| Церемонія    | Фото лауреатки    | Акторка                    | Фільм                  | Роль              | Дж    |
| ------------ | ----------------- | -------------------------- | ---------------------- | ----------------- | ----- |
| 9-та (1937)  |                   | ★ Гейл Сондергаард         | «Ентоні нещасний»      | Фейт Палеологус   | [ 1 ] |
| 9-та (1937)  | Б'юла Бонді       | «Чудова інсинуація»        | Рейчел Джексон         |                   | [ 1 ] |
| 9-та (1937)  | Еліс Брейді       | «Мій чоловік Годфрі»       | Анжеліка Баллок        |                   | [ 1 ] |
| 9-та (1937)  | Боніта Ґренвілл   | «Ці три»                   | Мері Тілфорд           |                   | [ 1 ] |
| 9-та (1937)  | Марія Успенська   | «Додсворт»                 | баронеса фон Оберсдорф |                   | [ 1 ] |
| 10-та (1938) |                   | ★ Еліс Брейді              | «У старому Чикаго»     | Молі О'Лірі       | [ 2 ] |
| 10-та (1938) | Андреа Лідс       | «Службовий вхід до театру» | Кей Гамільтон          |                   | [ 2 ] |
| 10-та (1938) | Енн Ширлі         | «Стелла Даллас»            | Лорел Даллас           |                   | [ 2 ] |
| 10-та (1938) | Клер Тревор       | «Тупик»                    | Френсі                 |                   | [ 2 ] |
| 10-та (1938) | Мей Вітті         | «Нічне падіння»            | місіс Брамсон          |                   | [ 2 ] |
| 11-та (1939) |                   | ★ Фей Бейнтер              | «Єзавель»              | тітка Белль Мессі | [ 3 ] |
| 11-та (1939) | Б'юла Бонді       | «Людських сердець»         | Мері Вілкінс           |                   | [ 3 ] |
| 11-та (1939) | Біллі Берк        | «Весело ми живемо»         | Емілі Кілбурн          |                   | [ 3 ] |
| 11-та (1939) | Спрінг Байтінгтон | «З собою не забрати»       | Пенні Сікамор          |                   | [ 3 ] |
| 11-та (1939) | Милиця Кор'юс     | «Великий вальс»            | Карли Доннер           |                   | [ 3 ] |

### 1940-ві
| Церемонія    | Фото лауреатки         | Акторка                        | Фільм                            | Роль            | Дж     |
| ------------ | ---------------------- | ------------------------------ | -------------------------------- | --------------- | ------ |
| 12-та (1940) |                        | ★ Гетті Мак-Денієл             | «Звіяні вітром»                  | Ненька (Мамі)   | [ 4 ]  |
| 12-та (1940) | Олівія де Гевіленд     | «Звіяні вітром»                | Мелані Гамільтон                 |                 | [ 4 ]  |
| 12-та (1940) | Джеральдін Фіцджеральд | «Буремний перевал»             | Ізабелла Лінтон                  |                 | [ 4 ]  |
| 12-та (1940) | Една Мей Олівер        | «Барабани вздовж Іраку»        | місіс Маккленнар                 |                 | [ 4 ]  |
| 12-та (1940) | Марія Успенська        | «Любовна справа»               | бабуся Яна                       |                 | [ 4 ]  |
| 13-та (1941) |                        | ★ Джейн Дарвелл                | «Грона гніву»                    | матуся Джоуд    | [ 5 ]  |
| 13-та (1941) | Джудіт Андерсон        | «Ребекка»                      | місіс Денверс                    |                 | [ 5 ]  |
| 13-та (1941) | Рут Хусі               | «Філадельфійска історія»       | Ліз Імбрі                        |                 | [ 5 ]  |
| 13-та (1941) | Барбара О'Ніл          | «Все це, і небо»               | Франсуаза, герцогиня Праслінська |                 | [ 5 ]  |
| 13-та (1941) | Марджорі Рамбо         | «Шлях первоцвіту»              | бабуся Адамс                     |                 | [ 5 ]  |
| 14-та (1942) |                        | ★ Мері Астор                   | «Велика брехня»                  | Сандра Ковак    | [ 6 ]  |
| 14-та (1942) | Сара Оллгуд            | «Якою зеленою була моя долина» | мисіс Бет Морган                 |                 | [ 6 ]  |
| 14-та (1942) | Патрісія Коллінг       | «Маленькі лисиці»              | Бірді Хаббард                    |                 | [ 6 ]  |
| 14-та (1942) | Тереза Райт            | «Маленькі лисиці»              | Олександра Гідденса              |                 | [ 6 ]  |
| 14-та (1942) | Маргарет Вічерлі       | «Сержант Йорк»                 | Мері Брукс Йорк                  |                 | [ 6 ]  |
| 15-та (1943) |                        | ★ Тереза Райт                  | «Місіс Мінівер»                  | Керол Белдон    | [ 7 ]  |
| 15-та (1943) | Гледіс Купер           | «Вперед, мандрівник»           | місіс Віндл Вейл                 |                 | [ 7 ]  |
| 15-та (1943) | Агнес Мургед           | «Чудові Емберсони»             | Фанні Мінафер                    |                 | [ 7 ]  |
| 15-та (1943) | Сьюзен Пітерс          | «Випадкова жнива»              | Кітті Чилчет                     |                 | [ 7 ]  |
| 15-та (1943) | Мей Вітті              | «Місіс Мінівер»                | леді Белдон                      |                 | [ 7 ]  |
| 16-та (1944) |                        | ★ Катіна Паксіну               | «За кого дзвонить дзвін»         | Пілар           | [ 8 ]  |
| 16-та (1944) | Гледіс Купер           | «Пісня Бернадетти»             | сестра Марія Тереза Вазус        |                 | [ 8 ]  |
| 16-та (1944) | Полетт Годдар          | «Так гордо ми вітаємо!»        | Джоан О'Дул                      |                 | [ 8 ]  |
| 16-та (1944) | Енн Ревір              | «Пісня Бернадетти»             | Луїза Кастеро-Суббірі            |                 | [ 8 ]  |
| 16-та (1944) | Люсіль Вотсон          | «Спостерігайте за Рейном»      | Фанні Фарреллі                   |                 | [ 8 ]  |
| 17-та (1945) |                        | ★ Етель Беррімор               | «Ніхто, крім самотнього серця»   | Ма Мотт         | [ 9 ]  |
| 17-та (1945) | Дженніфер Джонс        | «З тих пір, як ти пішла»       | Джейн Дебора Гілтон              |                 | [ 9 ]  |
| 17-та (1945) | Аліни МакМахон         | «Насіння дракона»              | дружина Лінг Тана                |                 | [ 9 ]  |
| 17-та (1945) | Анджела Ленсбері       | «Газове світло»                | Ненсі Олівер                     |                 | [ 9 ]  |
| 17-та (1945) | Агнес Мургед           | «Місіс Паркінгтон»             | Аспазія Конті                    |                 | [ 9 ]  |
| 18-та (1946) |                        | ★ Енн Ревір                    | «Національний оксамит»           | місіс Браун     | [ 10 ] |
| 18-та (1946) | Ів Арден               | «Мілдред Пірс»                 | Іда Корвін                       |                 | [ 10 ] |
| 18-та (1946) | Енн Блайт              | «Мілдред Пірс»                 | Веда Пірс                        |                 | [ 10 ] |
| 18-та (1946) | Анджела Ленсбері       | «Портрет Доріана Грея»         | Сібіл Вейн                       |                 | [ 10 ] |
| 18-та (1946) | Джоан Лоррінг          | «Кукурудза зелена»             | Бессі Вотті                      |                 | [ 10 ] |
| 19-та (1947) |                        | ★ Енн Бакстер                  | «Лезо бритви»                    | Софі Макдональд | [ 11 ] |
| 19-та (1947) | Етель Беррімор         | «Спіральні сходи»              | місіс Воррен                     |                 | [ 11 ] |
| 19-та (1947) | Ліліан Ґіш             | «Поєдинок під сонцем»          | Лора Бель Макканлес              |                 | [ 11 ] |
| 19-та (1947) | Флора Робсон           | «Саратозький багажник»         | Анжеліка Буйтон                  |                 | [ 11 ] |
| 19-та (1947) | Гейл Сондергаард       | «Анна і король Сіама»          | леді Тіанг                       |                 | [ 11 ] |
| 20-та (1948) |                        | ★ Селеста Голм                 | «Джентльменська угода»           | Анна Деттрі     | [ 12 ] |
| 20-та (1948) | Етель Беррімор         | «Справа Парадайна»             | Софі Хорфілд                     |                 | [ 12 ] |
| 20-та (1948) | Глорія Грем            | «Перехресний вогонь»           | Джінні Тремей                    |                 | [ 12 ] |
| 20-та (1948) | Марджорі Мейн          | «Невдаха і я»                  | Ма Кетл                          |                 | [ 12 ] |
| 20-та (1948) | Енн Ревір              | «Джентльменська угода»         | місіс Грін                       |                 | [ 12 ] |
| 21-ша (1949) |                        | ★ Клер Тревор                  | «Кі-Ларго»                       | Гей Дон         | [ 13 ] |
| 21-ша (1949) | Барбара Бел Геддес     | «Я пам’ятаю маму»              | Катрін Генсон                    |                 | [ 13 ] |
| 21-ша (1949) | Елен Корбі             | «Я пам’ятаю маму»              | Тріна                            |                 | [ 13 ] |
| 21-ша (1949) | Агнес Мургед           | «Джонні Белінда»               | Еггі МакДональд                  |                 | [ 13 ] |
| 21-ша (1949) | Джин Сіммонс           | «Гамлет»                       | Офелія                           |                 | [ 13 ] |

### 1950-ті
| Церемонія    | Фото лауреатки       | Акторка                     | Фільм                     | Роль                 | Дж     |
| ------------ | -------------------- | --------------------------- | ------------------------- | -------------------- | ------ |
| 22-га (1950) |                      | ★ Мерседес Маккембрідж      | «Все королівське військо» | Сейді Берк           | [ 14 ] |
| 22-га (1950) | Етель Беррімор       | «Пінкі»                     | міс Ем                    |                      | [ 14 ] |
| 22-га (1950) | Селеста Голм         | «Заходьте до стайні»        | сестра Схоластика         |                      | [ 14 ] |
| 22-га (1950) | Ельза Ланчестер      | «Заходьте до стайні»        | міс Поттс                 |                      | [ 14 ] |
| 22-га (1950) | Етель Уотерс         | «Пінкі»                     | бабуся                    |                      | [ 14 ] |
| 23-тя (1951) |                      | ★ Джозефін Галл             | «Гарві»                   | Вета Луїза Сіммонс   | [ 15 ] |
| 23-тя (1951) | Хоуп Емерсон         | «У клітці»                  | Евелін Гарпер             |                      | [ 15 ] |
| 23-тя (1951) | Селеста Голм         | «Все про Єву»               | Карен Річардс             |                      | [ 15 ] |
| 23-тя (1951) | Телма Ріттер         | «Все про Єву»               | Берді                     |                      | [ 15 ] |
| 23-тя (1951) | Ненсі Олсон          | «Бульвар Сансет»            | Бетті Шефер               |                      | [ 15 ] |
| 24-та (1952) |                      | ★ Кім Гантер                | «Трамвай „Бажання“»       | Стелла Ковальські    | [ 16 ] |
| 24-та (1952) | Джоан Блонделл       | «Блакитна вуаль»            | Енні Роулінз              |                      | [ 16 ] |
| 24-та (1952) | Лі Грант             | «Детективна історія»        | магазинна злодійка        |                      | [ 16 ] |
| 24-та (1952) | Телма Ріттер         | «Шлюбний сезон»             | Елен Макналті             |                      | [ 16 ] |
| 24-та (1952) | Мілдред Даннок       | «Смерть комівояжера»        | Лінда Ломан               |                      | [ 16 ] |
| 25-та (1953) |                      | ★ Глорія Грем               | «Злі й гарні»             | Розмарі Бартлоу      | [ 17 ] |
| 25-та (1953) | Джин Хаген           | «Співаючи під дощем»        | Ліна Ламонт               |                      | [ 17 ] |
| 25-та (1953) | Колетт Маршан        | «Мулен Руж»                 | Марі Шарле                |                      | [ 17 ] |
| 25-та (1953) | Террі Мур            | «Повернись, маленька Шеба»  | Марі Бакхолдер            |                      | [ 17 ] |
| 25-та (1953) | Телма Ріттер         | «З піснею в моєму серці»    | Кленсі                    |                      | [ 17 ] |
| 26-та (1954) |                      | ★ Донна Рід                 | «Звідси ‒ у вічність»     | Альма «Лорін»        | [ 18 ] |
| 26-та (1954) | Грейс Келлі          | «Могамбо»                   | Лінда Нордлі              |                      | [ 18 ] |
| 26-та (1954) | Джеральдін Пейдж     | «Хондо»                     | Енджі Лоу                 |                      | [ 18 ] |
| 26-та (1954) | Марджорі Рамбо       | «Сумна пісня»               | місіс Стюарт              |                      | [ 18 ] |
| 26-та (1954) | Телма Ріттер         | «Пікап на Південній вулиці» | Мо Вільямс                |                      | [ 18 ] |
| 27-ма (1955) |                      | ★ Ева Мері Сейнт            | «У порту»                 | Еді Дойл             | [ 19 ] |
| 27-ма (1955) | Ніна Фош             | «Адміністративна влада»     | Еріка Мартін              |                      | [ 19 ] |
| 27-ма (1955) | Кеті Хурадо          | «Зламаний спис»             | сеньйора Деверо           |                      | [ 19 ] |
| 27-ма (1955) | Джен Стерлінг        | «Високий і могутній»        | Саллі Маккі               |                      | [ 19 ] |
| 27-ма (1955) | Клер Тревор          | «Високий і могутній»        | Мері Голст                |                      | [ 19 ] |
| 28-ма (1956) |                      | ★ Джо Ван Фліт              | «На схід від раю»         | Кеті Еймс/Кейт Траск | [ 20 ] |
| 28-ма (1956) | Бетсі Блер           | «Марті»                     | Клара Снайдер             |                      | [ 20 ] |
| 28-ма (1956) | Пеггі Лі             | «Блюз Піта Келлі»           | Роуз Гопкінс              |                      | [ 20 ] |
| 28-ма (1956) | Маріса Паван         | «Татуйована троянда»        | Роза Делла Роуз           |                      | [ 20 ] |
| 28-ма (1956) | Наталі Вуд           | «Бунтарка без причини»      | Джуді                     |                      | [ 20 ] |
| 29-та (1957) |                      | ★ Дороті Мелоун             | «Написане на вітрі»       | Мерілі Гедлі         | [ 21 ] |
| 29-та (1957) | Мілдред Даннок       | «Лялька»                    | тітонька Роуз Комфорт     |                      | [ 21 ] |
| 29-та (1957) | Айлін Гекарт         | «Погане насіння»            | місіс Дейгл               |                      | [ 21 ] |
| 29-та (1957) | Мерседес Маккембрідж | «Велетень»                  | Лаз Бенедикт              |                      | [ 21 ] |
| 29-та (1957) | Патті Маккормак      | «Погане насіння»            | Рода Пенмарк              |                      | [ 21 ] |
| 30-та (1958) |                      | ★ Мійоші Умекі              | «Сайонара»                | Кацумі               | [ 22 ] |
| 30-та (1958) | Керолін Джонс        | «Холостяцька вечірка»       | екзистенціаліст           |                      | [ 22 ] |
| 30-та (1958) | Ельза Ланчестер      | «Свідок обвинувачення»      | міс Плімсолл              |                      | [ 22 ] |
| 30-та (1958) | Гоуп Ленґ            | «Пейтон Плейс»              | Селена Кросс              |                      | [ 22 ] |
| 30-та (1958) | Діана Варсі          | «Пейтон Плейс»              | Елісон Маккензі           |                      | [ 22 ] |
| 31-ша (1959) |                      | ★ Венді Гіллер              | «Окремі столики»          | Пет Купер            | [ 23 ] |
| 31-ша (1959) | Пеґґі Касс           | «Тітонька Мейм»             | Аґнес Гуч                 |                      | [ 23 ] |
| 31-ша (1959) | Марта Хайєр          | «І підбігли вони»           | Гвен Френч                |                      | [ 23 ] |
| 31-ша (1959) | Морін Степлтон       | «Самотні серця»             |                           |                      | [ 23 ] |
| 31-ша (1959) | Кара Вільямс         | «Непокірні»                 | жінка                     |                      | [ 23 ] |

### 1960-ті
| Церемонія    | Фото лауреатки   | Акторка                       | Фільм                            | Роль                  | Дж     |
| ------------ | ---------------- | ----------------------------- | -------------------------------- | --------------------- | ------ |
| 32-га (1960) |                  | ★ Шеллі Вінтерс               | «Щоденник Анни Франк»            | місіс Ван Даан        | [ 24 ] |
| 32-га (1960) | Герміона Бадделі | «Кімната нагорі»              | Елспет                           |                       | [ 24 ] |
| 32-га (1960) | Сьюзен Конер     | «Імітація життя»              | Сара Джейн Джонсон               |                       | [ 24 ] |
| 32-га (1960) | Хуаніта Мур      | «Імітація життя»              | Енні Джонсон                     |                       | [ 24 ] |
| 32-га (1960) | Телма Ріттер     | «Розмова в подушках»          | Альма                            |                       | [ 24 ] |
| 33-тя (1961) |                  | ★ Ширлі Джонс                 | «Елмер Гантрі»                   | Лулу Бейнс            | [ 25 ] |
| 33-тя (1961) | Глініс Джонс     | «Сандаунерс»                  | місіс Ферт                       |                       | [ 25 ] |
| 33-тя (1961) | Ширлі Найт       | «Темрява нагорі сходів»       | Ріні                             |                       | [ 25 ] |
| 33-тя (1961) | Джанет Лі        | «Психо»                       | Маріон Крейн                     |                       | [ 25 ] |
| 33-тя (1961) | Мері Уре         | «Сини і коханці»              | Клара Доуз                       |                       | [ 25 ] |
| 34-та (1962) |                  | ★ Ріта Морено                 | «Вестсайдська історія»           | Аніта                 | [ 26 ] |
| 34-та (1962) | Фей Бейнтер      | «Дитяча година»               | місіс Амелія Тілфорд             |                       | [ 26 ] |
| 34-та (1962) | Джуді Ґарленд    | «Нюрнберзький процес»         | Ірен Гоффман                     |                       | [ 26 ] |
| 34-та (1962) | Лотта Ленья      | «Римська весна місіс Стоун»   | графиня Магда Террібілі-Гонзалес |                       | [ 26 ] |
| 34-та (1962) | Уна Меркел       | «Літо і дим»                  | пані винороб                     |                       | [ 26 ] |
| 35-та (1963) |                  | ★ Патті Дьюк                  | «Чудотворець»                    | Гелен Келлер          | [ 27 ] |
| 35-та (1963) | Мері Бадем       | «Убити пересмішника»          | Скаут Фінч                       |                       | [ 27 ] |
| 35-та (1963) | Ширлі Найт       | «Солодкий птах юності»        | Хівенлі Фінлі                    |                       | [ 27 ] |
| 35-та (1963) | Анджела Ленсбері | «Маньчжурський кандидат»      | мати Реймонда                    |                       | [ 27 ] |
| 35-та (1963) | Телма Ріттер     | «Птахолов з Алькатраса»       | Елізабет Страуд                  |                       | [ 27 ] |
| 36-та (1964) |                  | ★ Маргарет Рутерфорд          | «VIPs»                           | герцогиня Брайтонська | [ 28 ] |
| 36-та (1964) | Діана Чіленто    | «Том Джонс»                   | Моллі                            |                       | [ 28 ] |
| 36-та (1964) | Едіт Еванс       | «Том Джонс»                   | міс Вестерн                      |                       | [ 28 ] |
| 36-та (1964) | Джойс Редмен     | «Том Джонс»                   | місіс Вотерс                     |                       | [ 28 ] |
| 36-та (1964) | Лілія Скала      | «Польові конвалії»            | мати Марія                       |                       | [ 28 ] |
| 37-ма (1965) |                  | ★ Ліля Кедрова                | «Грек Зорба»                     | мадам Гортензія       | [ 29 ] |
| 37-ма (1965) | Гледіс Купер     | «Моя чарівна леді»            | місіс Хіггінс                    |                       | [ 29 ] |
| 37-ма (1965) | Едіт Еванс       | «Крейдяний сад»               | місіс Сент-Моем                  |                       | [ 29 ] |
| 37-ма (1965) | Грейсон Холл     | «Ніч ігуани»                  | Джудіт Феллоуз                   |                       | [ 29 ] |
| 37-ма (1965) | Агнес Мургед     | «Тихше, тихше, мила Шарлотто» | Вельма Крутер                    |                       | [ 29 ] |
| 38-ма (1966) |                  | ★ Шеллі Вінтерс               | «Блакитна пляма»                 | Розанна Д'Арсі        | [ 30 ] |
| 38-ма (1966) | Рут Гордон       | «Всередині Дейзі Кловер»      | дилер                            |                       | [ 30 ] |
| 38-ма (1966) | Джойс Редмен     | «Отелло»                      | Емілія                           |                       | [ 30 ] |
| 38-ма (1966) | Меггі Сміт       | «Отелло»                      | Дездемона                        |                       | [ 30 ] |
| 38-ма (1966) | Пеггі Вуд        | «Звуки музики»                | мати-абатиса                     |                       | [ 30 ] |
| 39-та (1967) |                  | ★ Сенді Денніс                | «Хто боїться Вірджинії Вульф?»   | Гані                  | [ 31 ] |
| 39-та (1967) | Венді Гіллер     | «Людина на всі часи»          | Аліса Мор                        |                       | [ 31 ] |
| 39-та (1967) | Жоселін Лагард   | «Гаваї»                       | Малама                           |                       | [ 31 ] |
| 39-та (1967) | Вів'єн Мерчант   | «Альфі»                       | Лілі Кламакрафт                  |                       | [ 31 ] |
| 39-та (1967) | Джеральдін Пейдж | «Ти вже великий хлопчик»      | Марджері Чантлієр                |                       | [ 31 ] |
| 40-ва (1968) |                  | ★ Естель Парсонс              | «Бонні і Клайд»                  | Бланш Барроу          | [ 32 ] |
| 40-ва (1968) | Керол Ченнінг    | «Цілком сучасна Міллі»        | Маззі ван Госсмер                |                       | [ 32 ] |
| 40-ва (1968) | Мілдред Натвік   | «Босоніж по парку»            | місіс Етель Бенкс                |                       | [ 32 ] |
| 40-ва (1968) | Беа Річардс      | «Вгадай, хто прийде на обід»  | місіс Прентис                    |                       | [ 32 ] |
| 40-ва (1968) | Кетрін Росс      | «Випускник»                   | Елейн Робінсон                   |                       | [ 32 ] |
| 41-ша (1969) |                  | ★ Рут Гордон                  | «Дитина Розмарі»                 | Мінні Кастеве         | [ 33 ] |
| 41-ша (1969) | Лінн Карлін      | «Обличчя»                     | Марія Форст                      |                       | [ 33 ] |
| 41-ша (1969) | Сондра Локк      | «Серце — самотній мисливець»  | Мік Келлі                        |                       | [ 33 ] |
| 41-ша (1969) | Кей Медфорд      | «Кумедна дівчина»             | Роуз Брайс                       |                       | [ 33 ] |
| 41-ша (1969) | Естель Парсонс   | «Рейчел, Рейчел»              | Калла Маккі                      |                       | [ 33 ] |

### 1970-ті
| Церемонія    | Фото лауреатки    | Акторка                                                                     | Фільм                                 | Роль          | Дж     |
| ------------ | ----------------- | --------------------------------------------------------------------------- | ------------------------------------- | ------------- | ------ |
| 42-га (1970) |                   | ★ Голді Гоун                                                                | «Квітка кактуса»                      | Тоні Сіммонс  | [ 34 ] |
| 42-га (1970) | Кетрін Бернс      | «Минулого літа»                                                             | Рода                                  |               | [ 34 ] |
| 42-га (1970) | Дайан Кеннон      | «Боб і Керол і Тед і Еліс»                                                  | Аліса Гендерсон                       |               | [ 34 ] |
| 42-га (1970) | Сильвія Майлз     | «Опівнічний ковбой»                                                         | Кас                                   |               | [ 34 ] |
| 42-га (1970) | Сюзанна Йорк      | «Загнаних коней пристрілюють, чи не так?»                                   | Аліса                                 |               | [ 34 ] |
| 43-тя (1971) |                   | ★ Гелен Гейс                                                                | «Аеропорт»                            | Ада Квонсетт  | [ 35 ] |
| 43-тя (1971) | Карен Блек        | «П'ять легких п'єс»                                                         | Райєт Діпесто                         |               | [ 35 ] |
| 43-тя (1971) | Лі Грант          | «Орендодавець»                                                              | Джойс Ендерс                          |               | [ 35 ] |
| 43-тя (1971) | Саллі Келлерман   | «Польовий шпиталь»                                                          | майор Маргарет «Гарячі Губки» Хулахан |               | [ 35 ] |
| 43-тя (1971) | Морін Степлтон    | «Аеропорт»                                                                  | Інес Герреро                          |               | [ 35 ] |
| 44-та (1972) |                   | ★ Клоріс Лічмен                                                             | «Останній кіносеанс»                  | Рут Поппер    | [ 36 ] |
| 44-та (1972) | Енн-Маргрет       | «Пізнання плоті»                                                            | Боббі                                 |               | [ 36 ] |
| 44-та (1972) | Еллен Берстін     | «Останній кіносеанс»                                                        | Лоїс Ферроу                           |               | [ 36 ] |
| 44-та (1972) | Барбара Гарріс    | «Хто такий Гаррі Келлерман і чому він говорить про мене такі жахливі речі?» | Елісон                                |               | [ 36 ] |
| 44-та (1972) | Маргарет Лейтон   | «Посередник»                                                                | місіс Мадлен Модслі                   |               | [ 36 ] |
| 45-та (1973) |                   | ★ Айлін Гекарт                                                              | «Метелики вільні»                     | місіс Бейкер  | [ 37 ] |
| 45-та (1973) | Джинні Берлін     | «Дитина з розбитим серцем»                                                  | Лайла                                 |               | [ 37 ] |
| 45-та (1973) | Джеральдін Пейдж  | «Піт і Тіллі»                                                               | Гертруда                              |               | [ 37 ] |
| 45-та (1973) | Сьюзен Тиррелл    | «Жирне місто»                                                               | Ома Лі Грір                           |               | [ 37 ] |
| 45-та (1973) | Шеллі Вінтерс     | «Пригоди „Посейдона“»                                                       | Белль Розен                           |               | [ 37 ] |
| 46-та (1974) |                   | ★ Татум О'Ніл                                                               | «Паперовий місяць»                    | Едді Лоґґінс  | [ 38 ] |
| 46-та (1974) | Лінда Блер        | «Екзорцист»                                                                 | Рейган Макніл                         |               | [ 38 ] |
| 46-та (1974) | Кенді Кларк       | «Американські графіті»                                                      | Деббі                                 |               | [ 38 ] |
| 46-та (1974) | Меделін Кан       | «Паперовий місяць»                                                          | Тріксі Делайт                         |               | [ 38 ] |
| 46-та (1974) | Сильвія Сідні     | «Літні бажання, зимові мрії»                                                | місіс Прітчетт                        |               | [ 38 ] |
| 47-ма (1975) |                   | ★ Інгрід Бергман                                                            | «Убивство у „Східному експресі“»      | Грета Ольссон | [ 39 ] |
| 47-ма (1975) | Валентіна Кортезе | «Американська ніч»                                                          | Северин                               |               | [ 39 ] |
| 47-ма (1975) | Мадлен Кан        | «Виблискуючі сідла»                                                         | Лілі фон Штупп                        |               | [ 39 ] |
| 47-ма (1975) | Даян Ледд         | «Аліса тут більше не живе»                                                  | Флоу                                  |               | [ 39 ] |
| 47-ма (1975) | Талія Шайр        | «Хрещений батько 2»                                                         | Конні Корлеоне                        |               | [ 39 ] |
| 48-ма (1976) |                   | ★ Лі Грант                                                                  | «Шампунь»                             | Феліція Карпф | [ 40 ] |
| 48-ма (1976) | Роні Блеклі       | «Нешвілл»                                                                   | Барбара Джин                          |               | [ 40 ] |
| 48-ма (1976) | Сильвія Майлз     | «Прощавай, моя красуне»                                                     | місіс Флоріан                         |               | [ 40 ] |
| 48-ма (1976) | Лілі Томлін       | «Нешвілл»                                                                   | Ліннеа Різ                            |               | [ 40 ] |
| 48-ма (1976) | Бренда Ваккаро    | «Одного разу недостатньо Жаклін Сюзанн»                                     | Лінда                                 |               | [ 40 ] |
| 49-та (1977) |                   | ★ Беатріс Стрейт                                                            | «Телемережа»                          | Луїза Шумахер | [ 41 ] |
| 49-та (1977) | Джейн Александер  | «Вся президентська рать»                                                    | бухгалтер                             |               | [ 41 ] |
| 49-та (1977) | Джоді Фостер      | «Таксист»                                                                   | Айріс                                 |               | [ 41 ] |
| 49-та (1977) | Лі Грант          | «Подорож проклятих»                                                         | Ліліан Розен                          |               | [ 41 ] |
| 49-та (1977) | Пайпер Лорі       | «Керрі»                                                                     | Маргарет Вайт                         |               | [ 41 ] |
| 50-та (1978) |                   | ★ Ванесса Редґрейв                                                          | «Джулія»                              | Джулія»       | [ 42 ] |
| 50-та (1978) | Леслі Браун       | «Переломний момент»                                                         | Емілія Роджерс                        |               | [ 42 ] |
| 50-та (1978) | Квінн Каммінгс    | «Дівчина на прощання»                                                       | Люсі Макфадден                        |               | [ 42 ] |
| 50-та (1978) | Мелінда Діллон    | «Близькі контакти третього ступеня»                                         | Джилліан Гілер                        |               | [ 42 ] |
| 50-та (1978) | Тьюсдей Велд      | «У пошуках містера Гудбара»                                                 | Кетрін Данн                           |               | [ 42 ] |
| 51-ша (1979) |                   | ★ Меггі Сміт                                                                | «Каліфорнійська сюїта»                | Діана Баррі   | [ 43 ] |
| 51-ша (1979) | Дайан Кеннон      | «Небеса можуть почекати»                                                    | Джулія Фарнсворт                      |               | [ 43 ] |
| 51-ша (1979) | Пенелопа Мілфорд  | «Повернення додому»                                                         | Вай Мансон                            |               | [ 43 ] |
| 51-ша (1979) | Морін Степлтон    | «Інтер'єри»                                                                 | Перл                                  |               | [ 43 ] |
| 51-ша (1979) | Меріл Стріп       | «Мисливець на оленів»                                                       | Лінда                                 |               | [ 43 ] |

### 1980-ті
| Церемонія    | Фото лауреатки             | Акторка                           | Фільм                    | Роль             | Дж     |
| ------------ | -------------------------- | --------------------------------- | ------------------------ | ---------------- | ------ |
| 52-га (1980) |                            | ★ Меріл Стріп                     | «Крамер проти Крамера»   | Джоанна Крамер   | [ 44 ] |
| 52-га (1980) | Джейн Александер           | «Крамер проти Крамера»            | Маргарет Фелпс           |                  | [ 44 ] |
| 52-га (1980) | Барбара Беррі              | «Втеча»                           | місіс Столер             |                  | [ 44 ] |
| 52-га (1980) | Кендіс Берген              | «Починаючи спочатку»              | Джессіка Поттер          |                  | [ 44 ] |
| 52-га (1980) | Маріель Гемінґвей          | «Мангеттен»                       | Трейсі                   |                  | [ 44 ] |
| 53-тя (1981) |                            | ★ Мері Стінберген                 | «Мелвін і Говард»        | Лінда Даммар     | [ 45 ] |
| 53-тя (1981) | Ейлін Бреннан              | «Рядовий Бенджамін»               | капітан Дорін Льюїс      |                  | [ 45 ] |
| 53-тя (1981) | Єва Ле Галльєнн            | «Воскресіння»                     | бабуся Перл              |                  | [ 45 ] |
| 53-тя (1981) | Кеті Моріарті              | «Скажений бик»                    | Вікі ЛаМотта             |                  | [ 45 ] |
| 53-тя (1981) | Діана Скарвід              | «Внутрішні рухи»                  | Луїза                    |                  | [ 45 ] |
| 54-та (1982) |                            | ★ Морін Степлтон                  | «Червоні»                | Емма Ґольдман    | [ 46 ] |
| 54-та (1982) | Мелінда Діллон             | «Без лихого наміру»               | Тереза                   |                  | [ 46 ] |
| 54-та (1982) | Джейн Фонда                | «На золотому озері»               | Челсі Тайер Вейн         |                  | [ 46 ] |
| 54-та (1982) | Джоан Геккет               | «Тільки коли я сміюся»            | Тобі Ландау              |                  | [ 46 ] |
| 54-та (1982) | Елізабет Макговерн         | «Регтайм»                         | Евелін Несбіт            |                  | [ 46 ] |
| 55-та (1983) |                            | ★ Джессіка Ленґ                   | «Тутсі»                  | Джулі Ніколс     | [ 47 ] |
| 55-та (1983) | Гленн Клоуз                | «Світ від Гарпа»                  | Дженні Філдс             |                  | [ 47 ] |
| 55-та (1983) | Тері Гарр                  | «Тутсі»                           | Сенді Лестер             |                  | [ 47 ] |
| 55-та (1983) | Кім Стенлі                 | «Френсіс»                         | Ліліан Фармер            |                  | [ 47 ] |
| 55-та (1983) | Леслі Енн Воррен           | «Віктор/Вікторія»                 | Норма                    |                  | [ 47 ] |
| 56-та (1984) |                            | ★ Лінда Гант                      | «Рік небезпечного життя» | Біллі Кван       | [ 48 ] |
| 56-та (1984) | Шер                        | «Сілквуд»                         | Доллі Пеллікер           |                  | [ 48 ] |
| 56-та (1984) | Гленн Клоуз                | «Велике розчарування»             | Сара                     |                  | [ 48 ] |
| 56-та (1984) | Емі Ірвінґ                 | «Йентл»                           | Хадаас                   |                  | [ 48 ] |
| 56-та (1984) | Елфрі Вудард               | «Перехресний струмок»             | ДжиЧі                    |                  | [ 48 ] |
| 57-ма (1985) |                            | ★ Пеггі Ашкрофт                   | «Поїздка до Індії»       | місіс Мур        | [ 49 ] |
| 57-ма (1985) | Гленн Клоуз                | «Природний дар»                   | Айріс                    |                  | [ 49 ] |
| 57-ма (1985) | Ліндсей Краус              | «Місця в серці»                   | Маргарет Ломакс          |                  | [ 49 ] |
| 57-ма (1985) | Крістін Лахті              | «Перезмінка»                      | Хейзел Зануссі           |                  | [ 49 ] |
| 57-ма (1985) | Джеральдін Пейдж           | «Хрещений батько Гринвіч-Вілледж» | місіс Ріттер             |                  | [ 49 ] |
| 58-ма (1986) |                            | ★ Анжеліка Г'юстон                | «Честь родини Прицці»    | Маеросе Прицці   | [ 50 ] |
| 58-ма (1986) | Маргарет Ейвері            | «Барва пурпурова»                 | Шуг Ейвері               |                  | [ 50 ] |
| 58-ма (1986) | Емі Медіган                | «Двічі в житті»                   | Санні Собел              |                  | [ 50 ] |
| 58-ма (1986) | Мег Тіллі                  | «Агнеса Божа»                     | сестра Агнеса            |                  | [ 50 ] |
| 58-ма (1986) | Опра Вінфрі                | «Барва пурпурова»                 | Софія Джонсон            |                  | [ 50 ] |
| 59-та (1987) |                            | ★ Даян Віст                       | «Ганна та її сестри»     | Голлі            | [ 51 ] |
| 59-та (1987) | Тесс Гарпер                | «Злочини серця»                   | Чік Бойл                 |                  | [ 51 ] |
| 59-та (1987) | Пайпер Лорі                | «Діти меншого бога»               | місіс Норман             |                  | [ 51 ] |
| 59-та (1987) | Мері Елізабет Мастрантоніо | «Колір грошей»                    | Кармен                   |                  | [ 51 ] |
| 59-та (1987) | Меггі Сміт                 | «Кімната з видом»                 | Шарлотта Бартлетт        |                  | [ 51 ] |
| 60-та (1988) |                            | ★ Олімпія Дукакіс                 | «Влада місяця»           | Роуз Касторіні   | [ 52 ] |
| 60-та (1988) | Норма Алеандро             | «Габі – справжня історія»         | Флоренція                |                  | [ 52 ] |
| 60-та (1988) | Енн Арчер                  | «Фатальний потяг»                 | Бет Геллагер             |                  | [ 52 ] |
| 60-та (1988) | Енн Ремсі                  | «Скинь маму з поїзда»             | мама                     |                  | [ 52 ] |
| 60-та (1988) | Енн Сотерн                 | «Серпневі кити»                   | Тіша Доті                |                  | [ 52 ] |
| 61-ша (1989) |                            | ★ Джина Девіс                     | « Турист мимоволі»       | Мюріель Прітчетт | [ 53 ] |
| 61-ша (1989) | Джоан К'юсак               | «Ділова дівчина»                  | Син                      |                  | [ 53 ] |
| 61-ша (1989) | Сігурні Вівер              | «Ділова дівчина»                  | Кетрін Паркер            |                  | [ 53 ] |
| 61-ша (1989) | Френсіс Мак-Дорманд        | «Міссісіпі у вогні»               | місіс Пелл               |                  | [ 53 ] |
| 61-ша (1989) | Мішель Пфайффер            | «Небезпечні зв'язки»              | мадам Марі де Турвель    |                  | [ 53 ] |

### 1990-ті
| Церемонія    | Фото лауреатки     | Акторка                    | Фільм                    | Роль                 | Дж     |
| ------------ | ------------------ | -------------------------- | ------------------------ | -------------------- | ------ |
| 62-га (1990) |                    | ★ Бренда Фрікер            | «Моя ліва нога»          | місіс Браун          | [ 54 ] |
| 62-га (1990) | Анжеліка Г'юстон   | «Вороги, історія кохання»  | Тамара                   |                      | [ 54 ] |
| 62-га (1990) | Лена Олін          | «Вороги, історія кохання»  | Маша                     |                      | [ 54 ] |
| 62-га (1990) | Джулія Робертс     | «Сталеві магнолії»         | Шелбі Ітентон            |                      | [ 54 ] |
| 62-га (1990) | Даян Віст          | «Батьківство»              | Хелен                    |                      | [ 54 ] |
| 63-тя (1991) |                    | ★ Вупі Голдберг            | «Привид»                 | Ода Мей Браун        | [ 55 ] |
| 63-тя (1991) | Аннетт Бенінг      | «Кидали»                   | Майра Ленгтрі            |                      | [ 55 ] |
| 63-тя (1991) | Лоррейн Бракко     | «Славні хлопці»            | Карен Гілл               |                      | [ 55 ] |
| 63-тя (1991) | Даян Ледд          | «Дикі серцем»              | Марієтта Форчун          |                      | [ 55 ] |
| 63-тя (1991) | Мері Макдоннелл    | «Той, що танцює з вовками» | Та, що стоїть з кулаком  |                      | [ 55 ] |
| 64-та (1992) |                    | ★ Мерседес Рюль            | «Король-рибалка»         | Ейнн                 | [ 56 ] |
| 64-та (1992) | Даян Ледд          | «Шалена троянда»           | мати                     |                      | [ 56 ] |
| 64-та (1992) | Джульєтт Льюїс     | «Мис страху»               | Даніель Боуден           |                      | [ 56 ] |
| 64-та (1992) | Кейт Нелліган      | «Володар припливів»        | Лайла Вінго Ньюбері      |                      | [ 56 ] |
| 64-та (1992) | Джессіка Тенді     | «Смажені зелені помідори»  | Нінні Тредгуд            |                      | [ 56 ] |
| 65-та (1993) |                    | ★ Маріса Томей             | «Мій кузен Вінні»        | Мона Ліза Віто       | [ 57 ] |
| 65-та (1993) | Джуді Девіс        | «Чоловіки і дружини»       | Саллі                    |                      | [ 57 ] |
| 65-та (1993) | Джоан Плаурайт     | «Зачарований квітень»      | місіс Фішер              |                      | [ 57 ] |
| 65-та (1993) | Ванесса Редґрейв   | «Маєток Говардс Енд»       | Рут Вілкокс              |                      | [ 57 ] |
| 65-та (1993) | Міранда Річардсон  | «Збиток»                   | Інгрід Томпсон-Флемінг   |                      | [ 57 ] |
| 66-та (1994) |                    | ★ Анна Паквін              | «Фортепіано»             | Флора Макграт        | [ 58 ] |
| 66-та (1994) | Вайнона Райдер     | «Епоха невинності»         | Мей Велленд              |                      | [ 58 ] |
| 66-та (1994) | Голлі Гантер       | «Фірма»                    | Тамара «Теммі» Хемфілл   |                      | [ 58 ] |
| 66-та (1994) | Емма Томпсон       | «В ім'я батька»            | Гарет Пірс               |                      | [ 58 ] |
| 66-та (1994) | Розі Перес         | «Безстрашний»              | Карла Родріго            |                      | [ 58 ] |
| 67-ма (1995) |                    | ★ Даян Віст                | «Кулі над Бродвеєм»      | Хелена Сінклер       | [ 59 ] |
| 67-ма (1995) | Гелен Міррен       | «Божевілля короля Джорджа» | королева Шарлотта        |                      | [ 59 ] |
| 67-ма (1995) | Дженніфер Тіллі    | «Кулі над Бродвеєм»        | Олів Ніл                 |                      | [ 59 ] |
| 67-ма (1995) | Розмарі Гарріс     | «Том і Вів»                | Вів'єн Хей-Вуд           |                      | [ 59 ] |
| 67-ма (1995) | Ума Турман         | «Кримінальне чтиво»        | Мія Воллес               |                      | [ 59 ] |
| 68-ма (1996) |                    | ★ Міра Сорвіно             | «Могутня Афродіта»       | Лінда Еш             | [ 60 ] |
| 68-ма (1996) | Джоан Аллен        | «Ніксон»                   | Пет Ніксон               |                      | [ 60 ] |
| 68-ма (1996) | Кейт Вінслет       | «Чуття і чуттєвість»       | Маріанна Дешвуд          |                      | [ 60 ] |
| 68-ма (1996) | Кетлін Квінлан     | «Аполлон-13»               | Джеймс Ловелл            |                      | [ 60 ] |
| 68-ма (1996) | Мар Віннінгем      | «Джорджія»                 | Джорджія Флуд            |                      | [ 60 ] |
| 69-та (1997) |                    | ★ Жульєт Бінош             | «Англійський пацієнт»    | Хана                 | [ 61 ] |
| 69-та (1997) | Барбара Герші      | «Портрет жінки»            | мадам Серена Мерль       |                      | [ 61 ] |
| 69-та (1997) | Джоан Аллен        | «Горнило»                  | Елізабет Проктор         |                      | [ 61 ] |
| 69-та (1997) | Лорен Беколл       | «У дзеркала два обличчя»   | Ханна Морган             |                      | [ 61 ] |
| 69-та (1997) | Меріанн Жан-Батист | «Таємниці і брехня»        | Гортенза Камбербетч      |                      | [ 61 ] |
| 70-та (1998) |                    | ★ Кім Бейсінгер            | «Таємниці Лос-Анджелеса» | Лінна Брекен         | [ 62 ] |
| 70-та (1998) | Глорія Стюарт      | «Титанік»                  | Роза Доусон Келверт      |                      | [ 62 ] |
| 70-та (1998) | Джоан К'юсак       | «Вхід та вихід»            | Емілі Монтгомері         |                      | [ 62 ] |
| 70-та (1998) | Джуліанн Мур       | «Ночі в стилі бугі»        | Ембер Уейвз/Меггі        |                      | [ 62 ] |
| 70-та (1998) | Мінні Драйвер      | «Розумник Вілл Гантінґ»    | Скайлара Сатенштейн      |                      | [ 62 ] |
| 71-ша (1999) |                    | ★ Джуді Денч               | «Закоханий Шекспір»      | королева Єлизавета I | [ 63 ] |
| 71-ша (1999) | Кеті Бейтс         | «Основні кольори»          | Бетсі Райт               |                      | [ 63 ] |
| 71-ша (1999) | Лінн Редґрейв      | «Боги й монстри»           | Ганна                    |                      | [ 63 ] |
| 71-ша (1999) | Бренда Блетін      | «Голосок»                  | Марі Гоф                 |                      | [ 63 ] |
| 71-ша (1999) | Рейчел Гріффітс    | «Гіларі і Джекі»           | Іларі дю Пре             |                      | [ 63 ] |

### 2000-ні
| Церемонія    | Фото лауреатки      | Акторка                                | Фільм                       | Роль           | Дж     |
| ------------ | ------------------- | -------------------------------------- | --------------------------- | -------------- | ------ |
| 72-га (2000) |                     | ★ Анджеліна Джолі                      | «Перерване життя»           | Лисиця Роув    | [ 64 ] |
| 72-га (2000) | Тоні Коллетт        | «Шосте почуття»                        | Лінн Сіер                   |                | [ 64 ] |
| 72-га (2000) | Кетрін Кінер        | «Бути Джоном Малковичем»               | Максін Лунд                 |                | [ 64 ] |
| 72-га (2000) | Саманта Мортон      | «Солодкий та бридкий»                  | Гетті                       |                | [ 64 ] |
| 72-га (2000) | Хлоя Севіньї        | «Хлопці не плачуть»                    | Лана Тісдел                 |                | [ 64 ] |
| 73-тя (2001) |                     | ★ Марсія Ґей Гарден                    | «Поллок»                    | Лі Краснер     | [ 65 ] |
| 73-тя (2001) | Джуді Денч          | «Шоколад»                              | Арманда Вуазен              |                | [ 65 ] |
| 73-тя (2001) | Кейт Гадсон         | «Майже знамениті»                      | Пенні Лейн                  |                | [ 65 ] |
| 73-тя (2001) | Френсіс Мак-Дорманд | «Майже знамениті»                      | Елейн Міллер                |                | [ 65 ] |
| 73-тя (2001) | Джулі Волтерс       | «Біллі Елліот»                         | Джорджія Вілкінсон          |                | [ 65 ] |
| 74-та (2002) |                     | ★ Дженніфер Коннеллі                   | «Ігри розуму»               | Алісія Неш     | [ 66 ] |
| 74-та (2002) | Гелен Міррен        | «Госфорд-парк»                         | Джейн Вілсон                |                | [ 66 ] |
| 74-та (2002) | Меггі Сміт          | «Госфорд-парк»                         | Констанція Трентем          |                | [ 66 ] |
| 74-та (2002) | Маріса Томей        | «У спальні»                            | Наталі Строут               |                | [ 66 ] |
| 74-та (2002) | Кейт Вінслет        | «Айріс»                                | Айріс Мердок                |                | [ 66 ] |
| 75-та (2003) |                     | ★ Кетрін Зета-Джонс                    | «Чикаго»                    | Вельма Келлі   | [ 67 ] |
| 75-та (2003) | Кеті Бейтс          | «Про Шмідта»                           | Роберта Герцель             |                | [ 67 ] |
| 75-та (2003) | Джуліанн Мур        | «Години»                               | Лора МакГрат-Браун          |                | [ 67 ] |
| 75-та (2003) | Квін Латіфа         | «Чикаго»                               | Матрона Мама Мортон         |                | [ 67 ] |
| 75-та (2003) | Меріл Стріп         | «Адаптація»                            | Сьюзен Орлеан               |                | [ 67 ] |
| 76-та (2004) |                     | ★ Рене Зеллвегер                       | «Холодна гора»              | Рубі Тьюс      | [ 68 ] |
| 76-та (2004) | Шохре Агдашлу       | «Будинок з піску і туману»             | Надя Берані                 |                | [ 68 ] |
| 76-та (2004) | Патріша Кларксон    | «Свято Ейпріл»                         | Джой Бернс                  |                | [ 68 ] |
| 76-та (2004) | Марсія Ґей Гарден   | «Таємнича ріка»                        | Селеста Бойл                |                | [ 68 ] |
| 76-та (2004) | Голлі Гантер        | «Тринадцять»                           | Мелані Фріленд              |                | [ 68 ] |
| 77-ма (2005) |                     | ★ Кейт Бланшетт                        | «Авіатор»                   | Кетрін Гепберн | [ 69 ] |
| 77-ма (2005) | Лора Лінні          | «Кінсі»                                | Клара Макміллен             |                | [ 69 ] |
| 77-ма (2005) | Вірджинія Медсен    | «На узбіччі»                           | Мая Рендалл                 |                | [ 69 ] |
| 77-ма (2005) | Софі Оконедо        | «Готель "Руанда"»                      | Тетяна Русесабаджіни        |                | [ 69 ] |
| 77-ма (2005) | Наталі Портман      | «Близькість»                           | Еліс Айрес/Джейн Джонс      |                | [ 69 ] |
| 78-ма (2006) |                     | ★ Рейчел Вайс                          | «Відданий садівник»         | Теса Куейла    | [ 70 ] |
| 78-ма (2006) | Емі Адамс           | «Червневий жук»                        | Ешлі Джонстен               |                | [ 70 ] |
| 78-ма (2006) | Кетрін Кінер        | «Капоте»                               | Гарпер Лі                   |                | [ 70 ] |
| 78-ма (2006) | Френсіс Мак-Дорманд | «Північна країна»                      | Глорі Додж                  |                | [ 70 ] |
| 78-ма (2006) | Мішель Вільямс      | «Горбата гора»                         | Альма Бірс Дел Мар          |                | [ 70 ] |
| 79-та (2007) |                     | ★ Дженніфер Гадсон                     | «Дівчата мрії»              | Еффі Вайт      | [ 71 ] |
| 79-та (2007) | Адріана Барраса     | «Вавилон»                              | Амелія                      |                | [ 71 ] |
| 79-та (2007) | Кейт Бланшетт       | «Скандальний щоденник»                 | Шеба Харт                   |                | [ 71 ] |
| 79-та (2007) | Ебігейл Бреслін     | «Маленька міс Щастя»                   | Олів Гувер                  |                | [ 71 ] |
| 79-та (2007) | Рінко Кікучі        | «Вавилон»                              | Чіеко Ватаї                 |                | [ 71 ] |
| 80-та (2008) |                     | ★ Тільда Свінтон                       | «Майкл Клейтон»             | Карен Кроудер  | [ 72 ] |
| 80-та (2008) | Кейт Бланшетт       | «Мене там немає»                       | Джуд Куїнн                  |                | [ 72 ] |
| 80-та (2008) | Рубі Ді             | «Гангстер»                             | мама Лукас                  |                | [ 72 ] |
| 80-та (2008) | Сірша Ронан         | «Спокута»                              | Брайоні Талліс (у 13 років) |                | [ 72 ] |
| 80-та (2008) | Емі Раян            | «Бувай, дитинко, бувай»                | Гелен Маккріді              |                | [ 72 ] |
| 81-ша (2009) |                     | ★ Пенелопа Крус                        | «Вікі Крістіна Барселона»   | Марія Олена    | [ 73 ] |
| 81-ша (2009) | Емі Адамс           | «Сумнів»                               | сестра Джеймс               |                | [ 73 ] |
| 81-ша (2009) | Віола Девіс         | «Сумнів»                               | місіс Міллер                |                | [ 73 ] |
| 81-ша (2009) | Тараджі Генсон      | «Загадкова історія Бенджаміна Баттона» | Квіні                       |                | [ 73 ] |
| 81-ша (2009) | Маріса Томей        | «Реслер»                               | Пем/Кессіді                 |                | [ 73 ] |

### 2010-ті
| Церемонія    | Фото лауреатки       | Акторка                    | Фільм                             | Роль             | Дж     |
| ------------ | -------------------- | -------------------------- | --------------------------------- | ---------------- | ------ |
| 82-га (2010) |                      | ★ Мо'Нік                   | «Скарб»                           | Мері Лі Джонстон | [ 74 ] |
| 82-га (2010) | Меггі Джилленгол     | «Божевільне серце»         | Джин Креддок                      |                  | [ 74 ] |
| 82-га (2010) | Анна Кендрік         | «Вище неба»                | Наталі Кінер                      |                  | [ 74 ] |
| 82-га (2010) | Пенелопа Крус        | «Дев'ять»                  | Карла                             |                  | [ 74 ] |
| 82-га (2010) | Віра Фарміґа         | «Вище неба»                | Алекс Горан                       |                  | [ 74 ] |
| 83-та (2011) |                      | ★ Мелісса Лео              | «Боєць»                           | Еліс Еклунд-Ворд | [ 75 ] |
| 83-та (2011) | Емі Адамс            | «Боєць»                    | Шарлін Флемінг                    |                  | [ 75 ] |
| 83-та (2011) | Гелена Бонем Картер  | «Король говорить»          | королева Єлизавета                |                  | [ 75 ] |
| 83-та (2011) | Гейлі Стайнфельд     | «Залізна хватка»           | Метті Росс                        |                  | [ 75 ] |
| 83-та (2011) | Джекі Вівер          | «За законами вовків»       | Джанін                            |                  | [ 75 ] |
| 84-та (2012) |                      | ★ Октавія Спенсер          | «Прислуга»                        | Мінні Джексон    | [ 76 ] |
| 84-та (2012) | Береніс Бежо         | «Артист»                   | Пеппі Міллер                      |                  | [ 76 ] |
| 84-та (2012) | Джессіка Честейн     | «Прислуга»                 | Селія Фут                         |                  | [ 76 ] |
| 84-та (2012) | Меліса Маккарті      | «Подружки нареченої»       | Меган                             |                  | [ 76 ] |
| 84-та (2012) | Джанет МакТір        | «Альберт Ноббс»            | Гюберт Пейдж                      |                  | [ 76 ] |
| 85-та (2013) |                      | ★ Енн Гетевей              | «Знедолені»                       | Фонтін           | [ 77 ] |
| 85-та (2013) | Емі Адамс            | «Майстер»                  | Мері Сью Додд                     |                  | [ 77 ] |
| 85-та (2013) | Саллі Філд           | «Лінкольн»                 | Мері Тодд Лінкольн                |                  | [ 77 ] |
| 85-та (2013) | Гелен Гант           | «Суррогат»                 | Шеріл Коен-Грін                   |                  | [ 77 ] |
| 85-та (2013) | Джекі Вівер          | «Збірка промінців надії»   | Долорес Солатано                  |                  | [ 77 ] |
| 86-та (2014) |                      | ★ Ніонго Люпіта            | «12 років рабства»                | Петсі            | [ 78 ] |
| 86-та (2014) | Саллі Хокінс         | «Жасмин»                   | Джинджер                          |                  | [ 78 ] |
| 86-та (2014) | Дженніфер Лоуренс    | «Американська афера»       | Розаліна Розенфельд               |                  | [ 78 ] |
| 86-та (2014) | Джулія Робертс       | «Серпень: Графство Осейдж» | Барбара Вестон-Фордгем            |                  | [ 78 ] |
| 86-та (2014) | Джун Сквібб          | «Небраска»                 | Кейт Ґрант                        |                  | [ 78 ] |
| 87-ма (2015) |                      | ★ Патриція Аркетт          | «Юність»                          | Олівія           | [ 79 ] |
| 87-ма (2015) | Кіра Найтлі          | «Гра в імітацію»           | Джоан Кларк                       |                  | [ 79 ] |
| 87-ма (2015) | Лора Дерн            | «Дика»                     | Барбара Ґрей                      |                  | [ 79 ] |
| 87-ма (2015) | Емма Стоун           | «Бердмен»                  | Сем Томсон                        |                  | [ 79 ] |
| 87-ма (2015) | Меріл Стріп          | «У темному-темному лісі»   | відьма                            |                  | [ 79 ] |
| 88-ма (2016) |                      | ★ Алісія Вікандер          | «Дівчина з Данії»                 | Герда Вегенер    | [ 80 ] |
| 88-ма (2016) | Дженніфер Джейсон Лі | «Мерзенна вісімка»         | Дейзі Домерг                      |                  | [ 80 ] |
| 88-ма (2016) | Руні Мара            | «Керол»                    | Тереза Беліве                     |                  | [ 80 ] |
| 88-ма (2016) | Рейчел Мак-Адамс     | «У центрі уваги»           | Саша Пфайфер                      |                  | [ 80 ] |
| 88-ма (2016) | Кейт Вінслет         | «Стів Джобс»               | Джоанна Гофман                    |                  | [ 80 ] |
| 89-та (2017) |                      | ★ Віола Девіс              | «Паркани»                         | Роуз Макссон     | [ 81 ] |
| 89-та (2017) | Наомі Гарріс         | «Місячне сяйво»            | Паула                             |                  | [ 81 ] |
| 89-та (2017) | Мішель Вільямс       | «Манчестер біля моря»      | Ренді                             |                  | [ 81 ] |
| 89-та (2017) | Ніколь Кідман        | «Лев»                      | Сью Брірлі                        |                  | [ 81 ] |
| 89-та (2017) | Октавія Спенсер      | «Приховані фігури»         | Дороті Вон                        |                  | [ 81 ] |
| 90-та (2018) |                      | ★ Еллісон Дженні           | «Я, Тоня»                         | Лавона Голден    | [ 82 ] |
| 90-та (2018) | Мері Джей Блайдж     | «Ферма „Мадбаунд“»         | Флоренс Джексон                   |                  | [ 82 ] |
| 90-та (2018) | Леслі Менвілл        | «Примарна нитка»           | Сиріл Вудкок                      |                  | [ 82 ] |
| 90-та (2018) | Лорі Меткалф         | «Леді-Птаха»               | Меріон Макферсон                  |                  | [ 82 ] |
| 90-та (2018) | Октавія Спенсер      | «Форма води»               | Зельда Фуллер                     |                  | [ 82 ] |
| 91-ша (2019) |                      | ★Реджина Кінг              | «Якби Біл-стріт могла заговорити» | Шерон Ріверс     | [ 83 ] |
| 91-ша (2019) | Емі Адамс            | «Влада»                    | Лінн Чейні                        |                  | [ 83 ] |
| 91-ша (2019) | Рейчел Вайс          | «Фаворитка»                | леді Сара                         |                  | [ 83 ] |
| 91-ша (2019) | Марина Де Тавіра     | «Рома»                     | Софія                             |                  | [ 83 ] |
| 91-ша (2019) | Емма Стоун           | «Фаворитка»                | Ебігейл Машем                     |                  | [ 83 ] |

### 2020-ті
| Церемонія    | Фото лауреатки      | Акторка                             | Фільм                   | Роль             | Дж     |
| ------------ | ------------------- | ----------------------------------- | ----------------------- | ---------------- | ------ |
| 92-га (2020) |                     | ★ Лора Дерн                         | «Шлюбна історія»        | Нора Феншоу      | [ 83 ] |
| 92-га (2020) | Кеті Бейтс          | «Річард Джуелл»                     | Бобі Джуелл             |                  | [ 83 ] |
| 92-га (2020) | Скарлетт Йоганссон  | «Кролик Джоджо»                     | Розі Бетцлер            |                  | [ 83 ] |
| 92-га (2020) | Флоренс П'ю         | «Маленькі жінки»                    | Емі Марч                |                  | [ 83 ] |
| 92-га (2020) | Марго Роббі         | «Секс-бомба»                        | Кайла Поспісіл          |                  | [ 83 ] |
| 93-тя (2021) |                     | ★ Юн Ю Чжун                         | «Мінарі»                | Сун Джа          | [ 84 ] |
| 93-тя (2021) | Марія Бакалова      | «Борат 2»                           | Тутар Саґдієва          |                  | [ 84 ] |
| 93-тя (2021) | Гленн Клоуз         | «Сільська елегія»                   | Бонні Ванс              |                  | [ 84 ] |
| 93-тя (2021) | Олівія Колман       | «Батько»                            | Енн                     |                  | [ 84 ] |
| 93-тя (2021) | Аманда Сайфред      | «Манк»                              | Меріон Дейвіс           |                  | [ 84 ] |
| 94-та (2022) |                     | ★ Аріана ДеБоз                      | «Вестсайдська історія»  | Аніта            | [ 85 ] |
| 94-та (2022) | Джессі Баклі        | «Незнайома дочка»                   | юна Леда Карузо         |                  | [ 85 ] |
| 94-та (2022) | Джуді Денч          | «Белфаст»                           | бабуся                  |                  | [ 85 ] |
| 94-та (2022) | Кірстен Данст       | «У руках пса»                       | Роуза Гордон            |                  | [ 85 ] |
| 94-та (2022) | Онжаню Елліс        | «Король Річард»                     | Орацена Прайс           |                  | [ 85 ] |
| 95-та (2023) |                     | ★ Джеймі Лі Кертіс                  | «Все завжди і водночас» | Дейрдра Бобейрдр | [ 86 ] |
| 95-та (2023) | Анджела Бассетт     | «Чорна пантера: Ваканда назавжди»   | Рамонда                 |                  | [ 86 ] |
| 95-та (2023) | Хонг Чау            | «Кит»                               | Ліз                     |                  | [ 86 ] |
| 95-та (2023) | Керрі Кондон        | «Банші Інішерина»                   | Шівон Салліван          |                  | [ 86 ] |
| 95-та (2023) | Стефані Сюй         | «Все завжди і водночас»             | Джой Вонг, Джобу Тупакі |                  | [ 86 ] |
| 96-та (2024) |                     | ★ Да'Він Джой Рендольф              | «Залишенці»             | Мері Лемб        | [ 87 ] |
| 96-та (2024) | Емілі Блант         | «Оппенгеймер»                       | Кетрін Оппенгеймер      |                  | [ 87 ] |
| 96-та (2024) | Даніель Брукс       | «Барва пурпурова»                   | Елізабет                |                  | [ 87 ] |
| 96-та (2024) | Америка Феррера     | «Барбі»                             | Ґлорія                  |                  | [ 87 ] |
| 96-та (2024) | Джоді Фостер        | «Наяд»                              | Бонні Столл             |                  | [ 87 ] |
| 97-ма (2025) |                     | ★ Зої Салдана                       | «Емілія Перес»          | Ріта Мора Кастро | [ 88 ] |
| 97-ма (2025) | Моніка Барбаро      | «Боб Ділан: Цілковитий незнайомець» | Джоан Баез              |                  | [ 88 ] |
| 97-ма (2025) | Аріана Гранде       | «Wicked: Чародійка»                 | Ґлінда                  |                  | [ 88 ] |
| 97-ма (2025) | Фелісіті Джонс      | «Бруталіст»                         | Ержебет Тот             |                  | [ 88 ] |
| 97-ма (2025) | Ізабелла Росселліні | «Конклав»                           | сестра Агнес            |                  | [ 88 ] |